# Walton Eller
Walton Glenn Eller (ur. 6 stycznia 1982 r. w Houston) – amerykański strzelec specjalizujący się w trapie podwójnym, złoty medalista igrzysk olimpijskich w 2008 roku w Pekinie, dwukrotny indywidualny mistrz świata.

## Igrzyska olimpijskie
W 2008 roku na letnich igrzyskach olimpijskich w Pekinie zdobył złoty medal w trapie podwójnym. Ustanowił wtedy dwa rekordy olimpijskie: 145 punktów w kwalifikacjach oraz 190 punktów w finale.
| Igrzyska | Miejscowość    | Konkurencja   | Kwalifikacje | Kwalifikacje | Finał | Finał   |
| Igrzyska | Miejscowość    | Konkurencja   | Wynik        | Pozycja      | Wynik | Pozycja |
| -------- | -------------- | ------------- | ------------ | ------------ | ----- | ------- |
| IO 2000  | Sydney         | Trap podwójny | 133          | 12.          | NQ    | NQ      |
| IO 2004  | Ateny          | Trap podwójny | 127          | 17.          | NQ    | NQ      |
| IO 2008  | Pekin          | Trap podwójny | 145          | 1. Q         | 190   | złoto   |
| IO 2012  | Londyn         | Trap podwójny | 126          | 22.          | NQ    | NQ      |
| IO 2016  | Rio de Janeiro | Trap podwójny | 131          | 14.          | NQ    | NQ      |